# Мятежник (фильм, 2007)
«Кровь Героя» (вьет. Dòng Máu Anh Hùng, также можно перевести как «Геройская кровь», «Из рода Героев»), в англоязычном прокате — «Мятежник» (англ. The Rebel) — вьетнамский исторический боевик с элементами боевых искусств, 2007 года, американского режиссёра вьетнамского происхождения Чарли Нгуена. Главные роли исполнили американские актёры вьетнамского происхождения Джонни Нгуен и Дастин Нгуен и вьетнамская актриса Вероника Нго.
Премьера состоялась 12 апреля 2007 года в США, когда фильм открыл кинофестиваль Вьетфильмфест в городе Ирвайн (Калифорния). Также демонстрировался на закрытии Азиатско-Тихоокеанского кинофестиваля в Лос-Анжелесе.
На экраны Вьетнама фильм вышел 27 апреля 2007 года в Ханое и Хошимине. На тот момент стал самым кассовым фильмом во Вьетнаме.

## Сюжет
1922 год, Французский Индокитай. Вьетнамские повстанцы-националисты ведут борьбу за освобождение страны от колонизаторов-французов. Агенты колониальной французской тайной полиции, среди которых двое — местные, вьетнамцы по национальности, Ле Ван Кыонг и Ши, пытаются помешать повстанцам совершить теракт — убить министра оккупационного правительства.
Министр погибает, но агенты захватывают Во Тхань Тхюи — дочь «Де Каня» — лидера национального повстанческого движения. Агенту Ши нужно срочно узнать у Тхюи местонахождение «Де Каня», чтобы получить повышение по службе: его начальник-француз должен вскоре освободить своё место. Однако, несмотря на пытки, девушка не выдаёт отца. Второй агент Кыонг часто навещает своего отца-наркомана, которого французы «подсадили» на опиум. Кыонг сомневается во власти французов, и «устав от крови», он тайно помогает Тхюи бежать, однако Ши «вычисляет» его.
Теперь Кыонг тоже скрывается от властей, пытаясь при этом заслужить доверие Тхюи и её близких. Следя за беглецами, Ши приходит в деревню, служащую базой повстанцам. В результате подавления французами восстания жителей деревни погибают почти все участники с обеих сторон. Ши арестовывает Кыонга, Тхюи и её отца.
Однако, несмотря на поимку лидера повстанцев, Ши не получает повышения по службе — желанное место достаётся новому французу. В гневе Ши убивает обоих своих французских начальников, нового и старого. Кыонгу и Тхюи удаётся избежать казни и принять участие в сражении за освобождение «Де Каня». Кыонг и Ши встречаются в последней схватке…

## В ролях
| Актёр          | Роль                                                                   |
| -------------- | ---------------------------------------------------------------------- |
| Джонни Нгуен   | агент Ле Ван Кыонг                                                     |
| Вероника Нго   | Во Тхань Тхюи                                                          |
| Дастин Нгуен   | агент Ши                                                               |
| Нгуен Тянь Тин | Тхам Нгуен, отец Кыонга                                                |
| Нгуен Ван Дай  | лидер повстанцев «Де Кань» (один из прототипов - «Де Тхам»), отец Тхюи |
| Нгуен Тханг    | агент Хыа Зань                                                         |
| Стефан Гоге    | начальник колониальной тайной полиции Дерю                             |
| Давид Минетти  | французский офицер Тессье                                              |

## Съёмки
Съёмки проходили во Вьетнаме и заняли 80 дней. Улицы старого Ханоя были сняты в Хойане. Съёмочная группа фильма столкнулась с разнообразными проблемами, включая болезни персонала, травмы актёров и тотальный контроль со стороны представителей власти. По словам Джонни Нгуена, одной из главных проблем был поиск актрисы для главной женской роли.

## Награды
- Приз зрительских симпатий на Вьетфильмфесте 2007 года
- «Серебряный лотос» на 15-м Вьетнамском кинофестивале[2]